# Pius Strassmann
Pius Strassmann (* 1963 bei Luzern) ist ein Schweizer Lyriker und Musiker.

## Leben
Pius Strassmann wuchs im Luzerner Seetal auf. Er erlangte das Primarlehrerdiplom, studierte Blockflöte und bildete sich in Musik-Kinesiologie weiter. Neben seiner langjährigen Tätigkeit als Musiklehrer, Musiker und Musikkinesiologe publiziert Strassmann seit 1994 Gedichte. Er ist Mitglied des Verbandes Autorinnen und Autoren der Schweiz, des Innerschweizer Schriftstellerinnen- und Schriftstellervereins (ISSV) und amtet seit 2023 als Präsident der Kulturförderungskommission Kanton Luzern.
Pius Strassmann lebt und arbeitet als Musiker und freier Autor in Luzern und im Emmental.

## Werke
- Verlorene Räume. Haag und Herchen, Frankfurt am Main 1994, ISBN 978-3-86137-204-2.
- Noch nicht Nacht. Haag und Herchen, Frankfurt am Main 1996, ISBN 978-3-86137-453-4.
- Traumgestöber. ars pro toto, Luzern 2003, ISBN 3-9522436-2-0.
- Teestaub. ars pro toto, Luzern 2009, ISBN 978-3-033-01919-5.
- Erdbestand. Books on Demand, ISBN 978-3-9524115-0-6.
- Blauklang. Edition Bücherlese, Luzern 2016, ISBN 978-3-9524082-8-5.
- Erinnerungsleicht. Edition Bücherlese, Luzern 2023, ISBN 978-3-906907-75-8.

## Diskografie
- trabanten taumel. improvisation für blockflöte solo (2011; ars pro toto), CD